# Corvol-l'Orgueilleux
Corvol-l'Orgueilleux és un municipi francès, situat al departament del Nièvre i a la regió de Borgonya - Franc Comtat. L'any 2007 tenia 760 habitants.

## Demografia

### Població
El 2007 la població de fet de Corvol-l'Orgueilleux era de 760 persones. Hi havia 335 famílies, de les quals 112 eren unipersonals (64 homes vivint sols i 48 dones vivint soles), 127 parelles sense fills, 76 parelles amb fills i 20 famílies monoparentals amb fills.
La població ha evolucionat segons el següent gràfic:
Habitants censats

### Habitatges
El 2007 hi havia 492 habitatges, 344 eren l'habitatge principal de la família, 94 eren segones residències i 54 estaven desocupats. 471 eren cases i 20 eren apartaments. Dels 344 habitatges principals, 275 estaven ocupats pels seus propietaris, 56 estaven llogats i ocupats pels llogaters i 13 estaven cedits a títol gratuït; 4 tenien una cambra, 18 en tenien dues, 72 en tenien tres, 118 en tenien quatre i 132 en tenien cinc o més. 229 habitatges disposaven pel capbaix d'una plaça de pàrquing. A 166 habitatges hi havia un automòbil i a 126 n'hi havia dos o més.

### Piràmide de població
La piràmide de població per edats i sexe el 2009 era:
| Homes | Edats   | Dones |
| ----- | ------- | ----- |
| 0     | 95 o +  | 0     |
| 4     | 90 a 94 | 4     |
| 8     | 85 a 89 | 4     |
| 12    | 80 a 84 | 12    |
| 20    | 75 a 79 | 40    |
| 20    | 70 a 74 | 36    |
| 36    | 65 a 69 | 32    |
| 16    | 60 a 64 | 24    |
| 12    | 55 a 59 | 12    |
| 8     | 50 a 54 | 16    |
| 32    | 45 a 49 | 8     |
| 36    | 40 a 44 | 52    |
| 24    | 35 a 39 | 24    |
| 32    | 30 a 34 | 12    |
| 24    | 25 a 29 | 20    |
| 4     | 20 a 24 | 8     |
| 24    | 15 a 19 | 12    |
| 16    | 10 a 14 | 40    |
| 20    | 5 a 9   | 12    |
| 20    | 0 a 4   | 0     |

## Economia
El 2007 la població en edat de treballar era de 450 persones, 290 eren actives i 160 eren inactives. De les 290 persones actives 243 estaven ocupades (144 homes i 99 dones) i 47 estaven aturades (31 homes i 16 dones). De les 160 persones inactives 51 estaven jubilades, 29 estaven estudiant i 80 estaven classificades com a «altres inactius».

### Ingressos
El 2009 a Corvol-l'Orgueilleux hi havia 331 unitats fiscals que integraven 697 persones, la mediana anual d'ingressos fiscals per persona era de 15.238 €.

### Activitats econòmiques
Dels 33 establiments que hi havia el 2007, 1 era d'una empresa extractiva, 1 d'una empresa alimentària, 3 d'empreses de fabricació d'altres productes industrials, 8 d'empreses de construcció, 3 d'empreses de comerç i reparació d'automòbils, 3 d'empreses de transport, 3 d'empreses d'hostatgeria i restauració, 1 d'una empresa immobiliària, 6 d'empreses de serveis, 1 d'una entitat de l'administració pública i 3 d'empreses classificades com a «altres activitats de serveis».
Dels 13 establiments de servei als particulars que hi havia el 2009, 1 era una oficina de correu, 1 taller de reparació d'automòbils i de material agrícola, 2 paletes, 1 guixaire pintor, 1 fusteria, 2 lampisteries, 1 electricista, 1 empresa de construcció, 2 perruqueries i 1 restaurant.
Dels 4 establiments comercials que hi havia el 2009, 1 era una botiga de més de 120 m², 2 fleques i 1 una fleca.
L'any 2000 a Corvol-l'Orgueilleux hi havia 12 explotacions agrícoles que ocupaven un total de 1.908 hectàrees.

## Equipaments sanitaris i escolars
El 2009 hi havia una escola elemental.

## Poblacions més properes
El següent diagrama mostra les poblacions més properes.